# Натурализация

Требования к сроку проживания в годах для натурализации по странам:
2 года
2,5 года
3 года
4 года
5 лет
7 лет
8 лет
9 лет
10 лет
12 лет
14 лет
15 лет
20 лет
25 лет
30 лет
35 лет
Натурализация не допускается
Срок проживания не установлен законом
Нет данных

Натурализация — юридический процесс приобретения гражданства на основе добровольного желания соискателя или его попечителей. 
Порядок принятия в гражданство регулируется законодательством государства. Обычно для приобретения гражданства необходимо соблюдение ряда условий (знание языка, наличие жилья и так далее). Термин «натурализация» (англ. naturalization) исторически означает приобретение прав природных (англ. natural) граждан (или подданных). В рамках натурализации иногда выделяют:
- регистрацию — приобретение гражданства по заявлению лица без каких-либо дополнительных условий (обычно категории лиц, имеющих право использовать данный способ, оговорены законом);
- дарование гражданства — обычно почётное дарование гражданства лицу главой государства за какие-либо заслуги (если подобное предусмотрено законодательством).

Натурализация обычно предусматривает ряд условий. Одним из них является так называемый квалификационный период — время проживания в стране. В большинстве случаев он составляет пять лет, как в Швеции или Нидерландах. В Швейцарии квалификационный период составляет 12 лет, в Аргентине — 2 года. В ряде стран квалификационный период уменьшается для лиц титульной национальности. Например, в Японии вместо 5 лет используется 3 года для детей японской национальности, рождённых за рубежом. В арабских странах данный период может длиться от 15 до 25 лет. В Израиле квалификационный период для евреев отсутствует вообще — согласно Закону о возвращении они становятся гражданами с момента прибытия в страну. Тот же самый порядок действует и в Армении, относительно этнических армян, рождённых за рубежом.

## Натурализация в Аргентине
В Аргентине, чтобы получить аргентинское гражданство в порядке натурализации, претенденту необходимо:
- прожить в Аргентине легально в течение двух лет в статусе временного или постоянного резидента (кроме случаев рождения ребёнка-аргентинца или вступления в брак с гражданином Аргентины по рождению, включая случаи однополых браков);
- обратиться в федеральный суд по истечении двухлетнего срока легального проживания (кроме указанных выше случаев) с заявлением о выдаче карты гражданина;
- предоставить необходимые документы, сделать публикацию о намерении вступить в гражданство в газете по выбору судьи и ждать дальнейших указаний;
- по выбору судьи сдать базовый экзамен на знание испанского языка (экзамен сдаётся в суде в свободной форме);
- принести клятву по образцу, утверждённому законами;
- принести полученную карту гражданина в органы исполнительной власти, получить удостоверение личности гражданина;
- процесс натурализации от момента подачи заявления в суд занимает от 9 месяцев, лимиты рассмотрения заявлений не установлены.

## Натурализация в Канаде
В Канаде, чтобы получить канадское гражданство в порядке натурализации, претенденту необходимо:
- физически присутствовать в Канаде как минимум 1460 дней из шести лет, предшествующих подаче заявления, в статусе постоянного резидента; необходимо также физическое присутствие в течение 183 дней в каждом из четырёх лет, входящих в шесть лет перед подачей заявления;
- подавать налоговую декларацию за минимум четыре года из входящих в шесть лет перед подачей заявления;
- официально заявить о намерении проживать в Канаде;
- подать необходимые документы и подписать присягу на верность королю Соединённого Королевства Великобритании и Северной Ирландии (главой государства Канада является Карл III);
- сдать письменный тест на знание истории Канады;
- сдать тест на знание английского или французского (в зависимости от провинции) языка;
- в среднем процесс занимает 24 месяца (данные на июль 2015 г.) для стандартных ситуаций и 36 месяцев для нестандартных.

## Натурализация в Австралии
В Австралии, чтобы получить австралийское гражданство в порядке натурализации, претенденту необходимо:
- прожить в Австралии четыре года, из которых один в статусе постоянного резидента;
- подать необходимые документы;
- сдать компьютеризированный тест на знание истории и внутреннего устройства Австралии;
- произнести торжественное обещание перед уполномоченным лицом.

## Натурализация в Латвии
Чтобы получить латвийское гражданство в порядке натурализации, претенденту надо:
- быть старше 15 лет (лица, не достигшие 15-летнего возраста, натурализоваться могут совместно с родителями)
- проживать в Латвии пять лет в статусе постоянного жителя;
- подать необходимые документы и подписать клятву верности Латвийской Республике;
- иметь легальный источник средств для существования;
- пройти проверку навыков владения латышским языком, знаний основных положений Конституции Латвийской Республики, текста государственного гимна и истории Латвии.

Существуют льготы на проверку, для определённых групп лиц, проходивших обучение или сдававших экзамены полностью или частично на латышском языке, для лиц старше 65 лет и для инвалидов I, II, III группы.

## Натурализация в России
Принятие в гражданство РФ производится в соответствии со статьями 13 и 14 закона «О гражданстве РФ» от 31 мая 2002 года № 62-Ф3. Согласно этому закону, получение гражданства Российской Федерации возможно в упрощённом или общем порядке.
Для получения гражданства РФ в общем порядке требуется:
- быть старше 18 лет;
- непрерывно проживать на территории РФ в качестве постоянного жителя в течение 5 лет (срок сокращается до 1 года при наличии высоких достижений в области науки, техники или культуры, соискателей политического убежища, беженцев[3]);
- иметь законный источник средств к существованию;
- обязаться соблюдать Конституцию и законы РФ;
- владеть русским языком на базовом уровне (российский аналог A2).

Существует также возможность получения гражданства РФ в упрощённом порядке, без соблюдения некоторых из вышеприведённых условий. Такая возможность предоставляется: лицам, имеющим хотя бы одного родителя — гражданина РФ, проживающего на её территории; жителям республик бывшего СССР, не получившим гражданства этих государств после обретения ими независимости; лицам, родившимся на территории РСФСР и имевшим гражданство СССР; лицам, состоящим в браке с гражданами РФ не менее 3 лет; проходившим службу по контракту в вооружённых силах РФ в течение 3 и более лет; лицам, имеющим недееспособных детей-граждан РФ старше 18 лет; участникам программы добровольного переселения соотечественников за рубежом; и некоторым другим.

## Натурализация в США
Чтобы получить американское гражданство, соискателю необходимо:
- быть старше 18 лет (кроме натурализации собственных или усыновлённых детей);
- прожить в США для общего случая 5 лет в качестве постоянного жителя. Для супругов граждан США этот срок сокращён до 3 лет. Для военнослужащих вооружённых сил США — до одного года, а в военное время военнослужащий может подавать заявление о натурализации сразу после зачисления на военную службу (военную службу в США может нести только гражданин или постоянный резидент);
- иметь «высокие моральные качества» (несоответствующими данному критерию признаются лица, вовлечённые в проституцию, работорговлю или нелегальные азартные игры, уклоняющиеся от уплаты налогов, совершившие преступления, за которые положено более 5 лет лишения свободы, привлечённые за хранение или распространение наркотиков, алкоголики, многоженцы, уклоняющиеся от поддержки несовершеннолетних детей и лжесвидетельствующие под присягой);
- сдать письменный экзамен на знание английского языка и истории США;
- дать присягу на верность США. В тексте присяги присутствуют слова об отказе от любого другого гражданства или подданства, однако на практике правительство США лояльно относится к наличию иного гражданства и не требует формальной процедуры отказа от него.

## Натурализация в Германии
В Германии, чтобы получить немецкое гражданство в порядке натурализации, соискателю необходимо:
- быть старше 16 лет (лица младше 16 могут быть натурализованы вместе с родителем);
- непрерывно проживать на территории Германии в течение 5 лет (срок может быть сокращён);
- иметь законный источник средств к существованию и быть независимым от государства;
- сдать натурализационный тест (тест на знание истории, культуры, права и политического устройства ФРГ);
- владеть немецким языком на достаточном уровне (признаётся уровень B1);
- обязаться соблюдать Конституцию и законы ФРГ.

Ценз оседлости сокращается:
- до трёх лет, если иностранец в течение двух лет состоит в браке с гражданином ФРГ.

## Натурализация в Нидерландах
В Нидерландах, чтобы получить голландское подданство в порядке натурализации, соискателю необходимо:
- быть старше 18 лет. (Лица младше 18 могут быть натурализованы вместе с родителем);
- непрерывно легально проживать на территории Нидерландов в течение 5 лет (3 года для партнёров голландских граждан);
- иметь законный источник средств к существованию и быть независимым от государства;
- сдать натурализационный тест: 4 теста на знание голландского языка (уровень А2), тест на знание истории, культуры, права и политического устройства страны, тест на знание рынка труда в Нидерландах;
- не иметь криминального прошлого за последние 5 лет ни в одной стране мира;
- не иметь неоплаченных штрафов на сумму 810 евро и выше. Сумма штрафов за последние 5 лет не должна превышать 1215 евро;
- отказаться от имеющегося гражданства другого государства (не обязательно для партнёров нидерландских подданных);
- при подаче заявления подписать бумагу о согласии прийти на официальную церемонию лично и произнести клятву верности Нидерландам.

Процесс натурализации от момента подачи заявления занимает до 12 месяцев.